# Феликс Брих
Феликс Брих (њем. Felix Brych; Минхен, 3. август 1975) њемачки је фудбалски судија.
Суди утакмице њемачке Бундеслиге и утакмице под окриљем Фифе и Уефе.

## Каријера судије
Брих је каријеру у Њемачкој Бундеслиги почео 2004. године, док је ФИФА судија од 2007. године. Прву међународну утакмицу судио је у октобру 2007, Румунија је савладала Луксембург 2:0, у оквиру квалификација за Европско првенство 2008. У фебруару 2008, судио је утакмицу 1/16 финала Купа УЕФА 2007/08, између Панатинаикоса и Ренџерса, док је у октобру 2008. године судио утакмицу Лиге шампиона 2008/09, између Ливерпула и ПСВ Ајндховена.
У Лиги шампиона 2011/12 судио је утакмицу полуфинала између Челсија и Барселоне, играну на Стамфорд бриџу, Челси је побиједио 1:0, голом Дидјеа Дрогбе. У августу 2013. судио је пријатељску утакмицу између Енглеске и Шкотске, на Вемблију; побиједила је да Енглеска 3:2.
Прва велика утакмица коју је судио у каријери било је финале Лиге Европе 2013/14 између Севиље и Бенфике, 14. маја 2014. Утакмица је у регуларном дијелу завршена без голова; ниједан гол није постигнут ни у продужецима, док је на пенале Севиља славила 4:2.
На дан 12. маја 2017, изабран је да суди финале Лиге шампиона 2016/17, играно у Кардифу, 3. јуна 2017, између Јувентуса и Реал Мадрида. Помоћници су му били Стефан Луп и Марк Борш, док је четврти судија био Србин Милорад Мажић.
На дан 29. марта 2018, Брих је изабран за једног од судија за Свјетско првенство 2018 у Русији; заједно са асистентима — Марком Боршом и Стефаном Лупом. једина утакмица коју је судио била је утакмица између Србије и Швајцарске у оквиру другог кола групе групе Е. Швајцарска је побиједила 2:1, а велику полемику у јавности створила је одлука Бриха да не досуди пенал над Александром Митровићем, који је био у дуелу са два фудбалера Швајцарске. ВАР судија, Феликс Цвајер, сугерисао му је да треба да погледа снимак, што је овај одбио и изазвао велику буру. Многи бивши фудбалери и фудбалски стручњаци су реаговали тврдећи да је то морао да буде пенал. Због грешке на јединој утакмици првенства коју је судио, судијска комисија одлучила је да не буде међу судијама које ће судити утакмице елиминационе фазе и послат је кући.

## Приватни живот
Брих је квалификовани доктор наука, написао је докторат о спорту.